# Slovačka Superliga
Superliga, iz sponzorskih razloga znana kao Niké liga, prvi je stupanj natjecanja u Slovačkoj.

## Klubovi – sezona 2023./24.
| Klub                        | Stadion                     | Kapacitet |
| --------------------------- | --------------------------- | --------- |
| FK DAC 1904 Dunajská Streda | MOL Aréna                   | 12.700    |
| FK Dukla Banská Bystrica    | Národný Atletický Štadión   | 7.900     |
| FC Košice                   | Košická futbalová aréna     | 5.836     |
| FK Železiarne Podbrezová    | ZELPO Aréna                 | 4.061     |
| MFK Ružomberok              | Štadión pod Čebraťom        | 4.817     |
| MFK Skalica                 | Mestský štadión Skalica     | 1.500     |
| ŠK Slovan Bratislava        | Tehelné Pole                | 22.500    |
| FC Spartak Trnava           | Štadión Antona Malatinského | 19.200    |
| FK AS Trenčín               | Štadión na Sihoti           | 10.000    |
| MFK Zemplín Michalovce      | Mestský futbalový štadión   | 4.440     |
| FK ViOn Zlaté Moravce       | Štadión Fk ViOn             | 3.787     |
| MŠK Žilina                  | Stadium Pod Dubňom          | 11.258    |